# 萨维奇110步枪
萨维奇110（英語：Savage Model 110）是美国萨维奇武器公司生产的一系列栓动步枪，在1958年由尼古拉斯·L·布鲁尔（Nicholas L. Brewer）设计，1963年注册专利后一直生产至今，在2007年温彻斯特M70步枪停产后成为北美历史上仍有生产的最老的步枪型号。

## 历史
萨维奇110的型号来自于其最初的零售价：109.95美元，主要面对基层市场，初期使用.30-06 Springfield和.270 Winchester弹药。1959年，使用.243 Winchester和.308 Winchester的短枪机行程版110被推出，同年110也成为第一款推出了左撇版的民用栓动步枪。1966年，110的设计被改进以便提高性能的同时降低生产承办，其中包括新的可调式扳机和安装在枪栓内的抛壳挺。
当1988年萨维奇公司申请破产保护时，110是唯一被保留的产品，也是萨维奇能够东山再起成为美国第三大步枪生产商的关键。
1998年，萨维奇将短枪机行程版的110重新设计，并采用了一套新的编号制度来区分长短行程。短行程的110变成了10，而长行程版保留了110的编号。同时110也开始成为了一整系列中央底火栓动步枪的衍生基础，包括11/111、12、14/114、16/116步枪和210栓动霰弹枪。
2003年，萨维奇在110上推出了著名的AccuTrigger扳机，在保证走火安全的情况下可以将拉重在1.5—6英磅（0.68—2.72）之间调节，Target和一些Varmint型号则可以被最低调到6盎司（170克）。

## 设计
萨维奇110的设计是从经济角度出发，追求低成本，许多小部件是熔模铸造和冲压制成。枪机和枪管都使用锻造的棒料钢材，枪管依照螺纹拧进机匣后用一个大号锁紧螺母固定，后座突耳则被挤在中间。这种设计使得子弹弹壳底部和枪栓头之间的空间（即“栓头空间”headspace）可以被微调，让110这款相对廉价的步枪可以有很高的精度潜力。110的机匣和枪栓设计也使得组装十分容易，同时很容易制造左撇版。
110的另一个特征是“浮置”栓头设计，让栓面和枪管后膛能尽可能的保持紧密贴合并将栓头空间最小化，来增加精度。栓头可以更换，意味着使用者可以更换不同弹壳直径的子弹口径的枪管。
110的保险设计被制定为三级（最前位置解除保险，中间会锁住扳机但是枪栓可以移动，最后位置则会将扳机和枪栓都锁住），安装在机匣正后方、枪栓后面。枪栓释放扳杆被安装在枪机右侧的抛壳孔后面。

## 专利
- 美國專利第3,005,279号 Bolt-Action Rifle with Gas Deflecting Means，1961年10月24日，发明人：N.L Brewer
- 美國專利第3,103,757号 Bolt-Action Rifle with Ejector Housing on Magazine Box，1963年9月17日，发明人：N.L Brewer
- 美國專利第3,106,033号 Firing Mechanism With Sear Safety Indicator，1963年10月9日，发明人：N.L. Brewer
- 美國專利第3,138,888号 Trigger Safety for Bolt-Action Rifle，1964年6月30日，发明人：N.L Brewer
- 美國專利第6,553,706号 Trigger Assembly Having A Secondary Sear（即AccuTrigger），April 29, 2003年4月29日，发明人：Gancarz等

## 衍生型号
110系列为了不同用途产生过许多衍生型号。其中基础的11/111 Hunter（蓝化碳钢枪管）、16/116 Weather Warrior（不锈钢管）和10/110FP Law Enforcement警用型号都为了节省成本而使用了较为便宜的木质和塑料枪托，其它诸如14/114 Classic、12 Varmint和10FP Law Enforcement警用型号都配有较为高质量的枪托。
2018年初，萨维奇推出了可以个性化调节的AccuFit™模块化后托系统，并将之前的许多衍生型号重新整合归入110的麾下，其中包括：
- 110 Predator：之前的Savage 10/110 Predator
- 110 Tactical：之前的Savage 10 FCP-SR
- 110 Hunter：之前的Savage 11/111 FCNS
- 110 Long Range Hunter：之前的Savage 11/111 Long Range Hunter
- 110 Scout：之前的Savage 11 Scout
- 110 Storm：之前的Savage 16/116 Weather Warrior
- 110 Bear Hunter：之前的Savage 16/116 Bear Hunter
- 110 Varmint：2018年新推出的型号，使用.204 Ruger、.223 Rem和.22-250 Rem弹药[4]
- 110 Wolverine：2018年新推出的型号，使用.450 Bushmaster弹药

2019年，萨维奇推出了使用.224 Valkyrie弹药的110 Prairie Hunter型号，拥有22英寸（560）枪管并配有AccuTrigger、AccuStock和AccuFit特征，主要用于猎杀各类农牧业害兽和捕食者。同年萨维奇还推出了110 High Country型号，额外拥有迷彩塑料枪托和划有螺旋凹槽的枪栓和枪管。

## 使用國
- 乌克兰
  - 烏克蘭特種作戰部隊